# Eduardo Benetó Ferrús
Eduardo Benetó Ferrús (Villanueva de Castellón, Valencia, 1908 - Cuenca, 1941) fue un revolucionario comunista, dirigente político de las JSU, miliciano, máximo responsable de la Checa de Villanueva de Castellón y jornalero, asesinado por el franquismo.

## Actividades revolucionarias
Nacido en una familia de jornaleros y labradores de Castelló de la Ribera, hijo mayor de entre seis hermanos, todos ellos militantes comunistas y socialistas, como el comisario político de la 32.ª Brigada Mixta (Ejército Popular de la República), Elías Benetó, o el posteriormente alcalde socialista José Benetó, y que más tarde serían represaliados hasta la desaparición casi al completo de la familia (5 condenados a muerte), Eduardo Benetó detenta al inicio de 1936 el cargo de dirigente del Comité Local de las JSU, proveniente de la UJCE previo al proceso de unificación. Con el estallido de la Guerra Civil, la revolución frena el golpe en la Ribera Alta en cuestión de horas, y se establece la Checa de Villanueva de Castellón, cuya jefatura ocupa Eduardo Benetó. Desde el mismo 18 de julio organiza rápidamente las incautaciones, colectivizaciones, expropiaciones a los terratenientes, la ocupación del convento para hospedar a familias, y la seguridad con la formación de una milicia, encargada también de la detención de fascistas y sofocar así todo conato de violencia contra la revolución social.

## Represión de la familia Benetó y fusilamientos
Tras el Golpe de Casado en 1939, y ante la inminente llegada de las tropas franquistas, significados políticamente y en el punto de mira, los hermanos Benetó al completo se separan, pero no vuelven a encontrarse jamás. Eduardo Benetó, tratando de llegar a Madrid para reunirse con células del PCE, es apresado en Valencia, y fusilado en el cementerio de Cuenca en 1941. En el procedimiento sumarísimo, llevado a cabo por el Tribunal Especial para la Represión de la Masonería y el Comunismo, se le acusa de la responsabilidad del asesinato de 6 personas, profanación de templos de la Iglesia, asalto y robo por incautación de oro y muebles en varias villas de la burguesía, entre otros, por lo que es fusilado, pero extrajudicialmente, ya que a su mujer, la miliciana Josefa Bolinches, encarcelada 7 años por no desvelar su paradero, el Tribunal Nacional de Responsabilidades Políticas le informa en falso del indulto y liberación de su marido en 1943, y oculta de por vida su fusilamiento, dejándolo 71 años en paradero desconocido para su único hijo, llegando a creer que un mendigo del pueblo se trataba de su padre, finalmente encontrado en 2012 en una fosa común junto a otros 120 cuerpos.
Su hermano Elías Benetó, comisario político designado por el presidente de la República, Juan Negrín, trataría de marchar a Francia después de entregar pistolas a sus hermanos para que se protegieran, pero es detenido en los alrededores de  Castelló de la Ribera y asesinado en la puerta de la prisión provincial de Alcira cuando lanzaba un ataque con granadas para liberar a los presos, cuyos cuerpos están siendo identificados tras la apertura en 2023 de la fosa común en la que se encontraba. Salvador Benetó, el único que consigue llegar a Francia antes del final de la Guerra Civil, es apresado por la Wehrmacht en la Francia de Vichy, al notificar las autoridades franquistas su paradero, remitente de las cartas que enviaba desde Toulouse a sus hermanos, y encerrado bajo el Decreto Nacht und Nebel en el Campo de concentración de Struthof-Natzweiler, del III Reich, del que solo salió para ingresar hasta sus últimos días en un pabellón psiquiátrico. Emilio Benetó sería detenido y encarcelado durante 13 años hasta la conmutación de su pena de muerte por 20 años de prisión, en los que consigue fugarse y exiliarse en París. José Benetó, por su menor implicación por edad, elude la prisión y es controlado semanalmente por la Guardia Civil hasta su alcaldía en 1979.